# Eredivisie 2017/18 (mannenvoetbal)/Transfers winter
Dit is een lijst van transfers uit de Nederlandse Eredivisie in de winter in het seizoen 2017/18. Hierin staan alleen transfers die clubs uit de Eredivisie hebben voltooid.
De transferperiode duurde van 1 januari tot en met 31 januari 2018. Deals mochten op elk moment van het jaar gesloten worden, maar de transfers zelf mochten pas in de transferperiodes plaatsvinden. Transfervrije spelers mogen op elk moment van het jaar gestrikt worden. De transferperiode in Rusland duurt tot 24 februari 2018. Daardoor kunnen tot die tijd uitgaande transfers naar Rusland plaatsvinden.
| Speler                  | Nationaliteit           | Oude club                 | Nieuwe club               | Extra                                |
| ----------------------- | ----------------------- | ------------------------- | ------------------------- | ------------------------------------ |
| Soufyan Ahannach        | Nederland / Marokko     | Brighton & Hove Albion FC | Sparta Rotterdam          | Gehuurd                              |
| Etienne Amenyido        | Duitsland / Togo        | VVV Venlo                 | Borussia Dortmund         | Was gehuurd                          |
| Frederic Ananou         | Duitsland / Togo        | Roda JC                   | FC Ingolstadt 04          | € 500.000                            |
| Terry Antonis           | Australië / Griekenland | VVV Venlo                 | Melbourne City FC         | Transfervrij                         |
| Donis Avdijaj           | Duitsland               | Schalke 04                | Roda JC                   | Gehuurd                              |
| Patrick Banggaard       | Denemarken              | SV Darmstadt 98           | Roda JC                   | Gehuurd                              |
| Roy Beerens             | Nederland               | Reading                   | Vitesse                   | Onbekend bedrag                      |
| Edson Braafheid         | Nederland / Suriname    | FC Utrecht                | Geen club                 | Transfervrij                         |
| Daniël Breedijk         | Nederland               | Sparta Rotterdam          | FC Dordrecht              | Transfervrij                         |
| Isaac Buckley-Ricketts  | Engeland                | FC Twente                 | Manchester City           | Was gehuurd                          |
| Dave Bulthuis           | Nederland               | Qäbälä PFK                | sc Heerenveen             | Onbekend bedrag                      |
| Romeo Castelen          | Nederland / Suriname    | Zhejiang Yiteng FC        | VVV Venlo                 | Transfervrij                         |
| Charlie Colkett         | Engeland                | Vitesse                   | Chelsea                   | Was gehuurd                          |
| Álex Craninx            | België / Spanje         | Sparta Rotterdam          | FC Cartagena              | Transfervrij                         |
| Daniel Crowley          | Engeland                | Willem II                 | SC Cambuur                | Verhuurd                             |
| Damil Dankerlui         | Nederland / Suriname    | Ajax                      | Willem II                 | Transfervrij                         |
| George Dobson           | Engeland                | Sparta Rotterdam          | Walsall FC                | Transfervrij                         |
| Mounir El Hamdaoui      | Nederland / Marokko     | Geen club                 | FC Twente                 | Transfervrij                         |
| Thomas Enevoldsen       | Denemarken              | NAC Breda                 | Geen club                 | Transfervrij                         |
| Eyong Enoh              | Kameroen                | Geen club                 | Willem II                 | Transfervrij                         |
| Fred Friday             | Nigeria                 | AZ                        | Sparta Rotterdam          | Verhuurd                             |
| Levi Garcia             | Trinidad en Tobago      | AZ                        | Excelsior                 | Verhuurd                             |
| Alec Georgen            | Frankrijk               | Paris Saint-Germain       | AZ                        | Gehuurd                              |
| Danny Hoesen            | Nederland               | FC Groningen              | San Jose Earthquakes      | € 100.000, was al verhuurd           |
| Jannik Huth             | Duitsland               | FSV Mainz 05              | Sparta Rotterdam          | Gehuurd                              |
| Oussama Idrissi         | Nederland / Marokko     | FC Groningen              | AZ                        | Onbekend bedrag                      |
| Emil Riis Jakobsen      | Denemarken              | Derby County              | VVV Venlo                 | Verhuurd                             |
| Ruben Yttergård Jenssen | Noorwegen               | FC Groningen              | 1. FC Kaiserslautern      | Verhuurd                             |
| Vyacheslav Karavaev     | Rusland                 | Sparta Praag              | Vitesse                   | € 1.500.000                          |
| Mateusz Klich           | Polen                   | Leeds United FC           | FC Utrecht                | Gehuurd                              |
| Thomas Kok              | Nederland               | Willem II                 | FC Dordrecht              | Verhuurd                             |
| Michiel Kramer          | Nederland               | Feyenoord                 | Geen club                 | Transfervrij                         |
| Nicolas Kühn            | Duitsland               | RB Leipzig                | Ajax                      | € 2.000.000                          |
| Ruben Ligeon            | Nederland / Suriname    | Geen club                 | PEC Zwolle                | Transfervrij                         |
| Jürgen Locadia          | Nederland / Curaçao     | PSV                       | Brighton & Hove Albion FC | € 16.000.000                         |
| Adam Maher              | Nederland / Marokko     | PSV                       | FC Twente                 | Transfervrij                         |
| Nicholas Marfelt        | Denemarken              | Sparta Rotterdam          | SönderjyskE               | Was gehuurd                          |
| Michaël Maria           | Curaçao / Nederland     | Erzgebirge Aue            | FC Twente                 | Transfervrij                         |
| Thomas Marijnissen      | Nederland               | NAC Breda                 | Geen club                 | Gestopt                              |
| Thomas Meißner          | Duitsland               | ADO Den Haag              | Willem II                 | Verhuurd                             |
| Ondřej Mihálik          | Tsjechië                | FK Jablonec               | AZ                        | Onbekend bedrag                      |
| Miquel Nelom            | Nederland / Suriname    | Feyenoord                 | Sparta Rotterdam          | Verhuurd                             |
| Maecky Ngombo           | België / Congo-Kinshasa | Geen club                 | Roda JC                   | Transfervrij                         |
| Andries Noppert         | Nederland               | NAC Breda                 | US Foggia                 | Onbekend bedrag                      |
| Kelechi Nwakali         | Nigeria                 | VVV-Venlo                 | MVV Maastricht            | Was gehuurd van Arsenal              |
| Levi Opdam              | Nederland               | AZ                        | Go Ahead Eagles           | Verhuurd                             |
| Mohammed Osman          | Nederland / Syrië       | Telstar                   | Heracles Almelo           | Onbekend bedrag                      |
| Mink Peeters            | Nederland               | VVV Venlo                 | Real Madrid               | Was gehuurd                          |
| Robin van Persie        | Nederland               | Fenerbahçe SK             | Feyenoord                 | Transfervrij                         |
| Milot Rashica           | Albanië / Kosovo        | Vitesse                   | Werder Bremen             | Onbekend bedrag                      |
| Juul Respen             | Nederland               | VVV-Venlo                 | Helmond Sport             | Transfervrij                         |
| Maximiliano Romero      | Argentinië              | Vélez Sarsfield           | PSV Eindhoven             | € 4.000.000                          |
| Lucas Schoofs           | België                  | KAA Gent                  | NAC Breda                 | Gehuurd                              |
| Perr Schuurs            | Nederland               | Fortuna Sittard           | Ajax                      | € 2.000.000                          |
| Perr Schuurs            | Nederland               | Ajax                      | Fortuna Sittard           | Verhuurd                             |
| Dabney dos Santos Souza | Kaapverdië / Nederland  | AZ                        | Sparta Rotterdam          | Verhuurd                             |
| Jeff Stans              | Nederland               | NAC Breda                 | Geen club                 | Transfervrij                         |
| Nicolás Tagliafico      | Argentinië / Italië     | CA Independiente          | Ajax                      | € 4.000.000                          |
| Mitchell te Vrede       | Nederland               | Geen club                 | NAC Breda                 | Transfervrij                         |
| Simon Thern             | Italië / Zweden         | AIK Solna                 | sc Heerenveen             | Was verhuurd                         |
| Tarik Tissoudali        | Nederland / Marokko     | VVV-Venlo                 | De Graafschap             | Was gehuurd van Le Havre AC          |
| Dejan Trajkovski        | Slovenië                | FC Twente                 | Puskás AFC                | Onbekend bedrag                      |
| Sadiq Umar              | Nigeria                 | AS Roma                   | NAC Breda                 | Gehuurd                              |
| Kenneth Vermeer         | Nederland / Suriname    | Feyenoord                 | Club Brugge               | Verhuurd                             |
| Vinnie Vermeer          | Nederland / Suriname    | NAC Breda                 | SV TEC                    | Verhuurd, was al verhuurd aan FC Oss |
| Dalibor Volaš           | Slovenië                | Sparta Rotterdam          | Onbekend                  | Transfervrij                         |
| Giliano Wijnaldum       | Nederland / Suriname    | Philadelphia Union        | Willem II                 | Transfervrij                         |
| Matthew Willock         | Engeland / Montserrat   | FC Utrecht                | Manchester United         | Was gehuurd                          |
| Deyovaisio Zeefuik      | Nederland / Suriname    | Ajax                      | FC Groningen              | Verhuurd                             |

2007/08 (zomer · winter) · 
2008/09 (zomer · winter) · 
2009/10 (zomer · winter) · 
2010/11 (zomer · winter) · 
2011/12 (zomer · winter) · 
2012/13 (zomer · winter) · 
2013/14 (zomer · winter) · 
2014/15 (zomer · winter) · 
2015/16 (zomer · winter) · 
2016/17 (zomer · winter) ·
2017/18 (zomer · winter) ·
2018/19 (zomer · winter) ·
2019/20 (zomer · winter) ·
2020/21 (zomer · winter) ·
2021/22 (zomer · winter) ·
2022/23 (zomer · winter) ·
2023/24 (zomer · winter) ·
2024/25 (zomer · winter) ·